# 八田亜矢子の環境ゼミ
『八田亜矢子の環境ゼミ』（はったあやこのかんきょうゼミ）とは、2009年4月から2010年3月まで日テレG+で放送されていた環境をテーマにした教養番組である。

## 概要
- 2009年4月開始。読売新聞東京本社映像部製作。1回20分。月1回の更新で全12回。
- タレントの八田亜矢子（当時・東京大学現役女子大生）が地球環境への問題に積極的に取り組む行政や企業を訪問し、そこで行われている環境活動を紹介した。